# Neotropska vidra
Neotropska riječna vidra (Lontra longicaudis) vrsta je vidre koja obitava na području Srednje Amerike, Južne Amerike te na Trinidad otoku.
Pronalazi se u mnogim različitim riječnim staništima, uključujući i bjelogorične i crnogorične šume, savane, ljanos i pantanal. Smatra se kako ova vrsta vidre prednost daje bistrim, brzim rijekama, te je rijedak primjer u sporim, muljevitim rijekama. Samotna je životinja i prehrana joj uključuje prvenstveno ribe i školjkaše. Smatra se ugroženom vrstom.

## Podvrste
- Lontra longicaudis annectens
- Lontra longicaudis colombiana
- Lontra longicaudis enudris
- Lontra longicaudis incarum
- Lontra longicaudis longicaudis
- Lontra longicaudis platensis

## Drugi projekti
|  | Zajednički poslužitelj ima još gradiva o temi neotropska vidra |
|  | Wikivrste imaju podatke o taksonu neotropskoj vidri            |